# Kolasib (Distrikt)

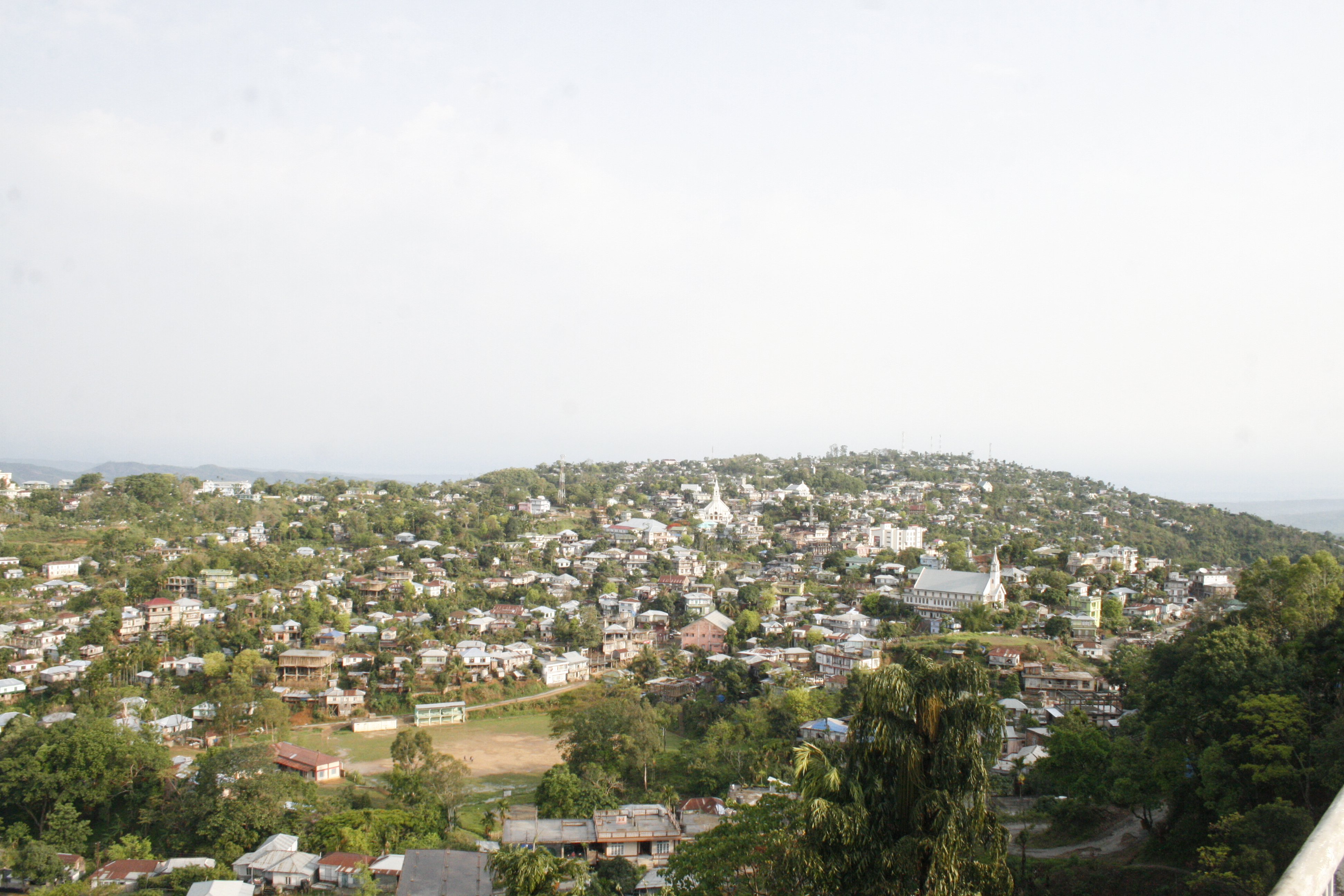
Stadt Kolasib

Der Distrikt Kolasib ist ein Distrikt im indischen Bundesstaat Mizoram. Verwaltungssitz ist die gleichnamige Stadt Kolasib.

## Geografie
Der Distrikt Kolasib liegt im Norden Mizorams an der Grenze zum indischen Bundesstaat Assam. Die Fläche des Distrikts beträgt 1382 Quadratkilometer. Nachbardistrikte sind Aizawl im Osten und Süden und Mamit im Südwesten und Westen. Im Westen und Norden grenzt der Distrikt an Assam.

## Geschichte
Im späten 19. Jahrhundert eroberten die Briten die Region und das Gebiet wurde ein Teil von Assam. Im Zweiten Weltkrieg lag er nahe der Front zwischen Briten und Japanern. Nach der indischen Unabhängigkeit vollzog Assam 1949 den Anschluss an Indien. Später wurde Assam in verschiedene Bundesstaaten aufgesplittert und das Gebiet ein Teil des neuen Bundesstaats Mizoram. Der Distrikt gehörte ursprünglich zum Distrikt Mizo. Dieser wurde 1976 in die drei neuen Distrikte Aizawl, Chhimtuipui und Lunglei aufgespalten. Kolasib war Teil des Distrikts Aizawl. Im Jahr 1998 wurde der damalige Distrikt Aizawl in die neuen Distrikte Aizawl, Champhai, Kolasib, Mamit und Serchhip aufgeteilt. Seither ist der Gebietsstand unverändert geblieben.

## Bevölkerung
Nach der Volkszählung 2011 hat der Distrikt Kolasib 83.955 Einwohner. Bei 61 Einwohnern pro Quadratkilometer ist der Distrikt nur dünn besiedelt. Der Distrikt ist überwiegend städtisch geprägt. Von den 83.955 Bewohnern wohnen 46.878 Personen (55,84 %) in Städten und 37.077 Menschen in ländlichen Gemeinden.
Der Distrikt Kolasib gehört zu den Gebieten Indiens, die mehrheitlich von Angehörigen der „Stammesbevölkerung“ (scheduled tribes) besiedelt sind. Zu ihnen gehörten (2011) 73.609 Personen (87,68 Prozent der Distriktsbevölkerung). Zu den Dalit (scheduled castes) gehörten 2011 nur 84 Menschen (0,10 Prozent der Distriktsbevölkerung).

### Bevölkerungsentwicklung
Wie überall in Indien wächst die Einwohnerzahl im Distrikt Kolasib seit Jahrzehnten stark an. Die Zunahme betrug in den Jahren 2001–2011 rund 27 Prozent (27,28 %). In diesen zehn Jahren nahm die Bevölkerung um beinahe 18000 Menschen zu. Die Entwicklung verdeutlicht folgende Tabelle:

### Bedeutende Orte
Im Distrikt gibt es mit dem Distrikthauptort Kolasib und Vairengte nur zwei Orte mit mehr als 10000 Einwohnern. Statistisch gesehen gelten allerdings die zwei Siedlungen Kawnpui und Bairabi auch als Städte (notified towns).

### Bevölkerung des Distrikts nach Geschlecht
Der Distrikt hatte – für Indien üblich – stets mehr männliche als weibliche Einwohner. Zwischen 1971 und 1981 hat sich der Anteil der Männer stark erhöht. Doch in den letzten Jahren sinkt der Männerüberschuss wieder. Bei den jüngsten Bewohnern (unter 7 Jahren) liegen die Anteile beider Geschlechter bei nahezu 50 %.
| Verteilung der Bevölkerung nach Geschlecht im Distrikt Kolasib |                   |                   |                   |                   |                   |                   |                   |                   |                   |                   |
|                                                                | Volkszählung 1971 | Volkszählung 1971 | Volkszählung 1981 | Volkszählung 1981 | Volkszählung 1991 | Volkszählung 1991 | Volkszählung 2001 | Volkszählung 2001 | Volkszählung 2011 | Volkszählung 2011 |
| Anzahl                                                         | Anteil            | Anzahl            | Anteil            | Anzahl            | Anteil            | Anzahl            | Anteil            | Anzahl            | Anteil            |                   |
| GESAMT                                                         | 26.983            | 100 %             | 38.432            | 100 %             | 48.769            | 100 %             | 65.960            | 100 %             | 83.955            | 100 %             |
| Männer                                                         | 13.603            | 50,41 %           | 20.212            | 52,59 %           | 25.425            | 52,13 %           | 34.562            | 52,40 %           | 42.918            | 51,12 %           |
| Frauen                                                         | 13.380            | 49,59 %           | 18.220            | 47,41 %           | 23.344            | 47,87 %           | 31.398            | 47,60 %           | 41.037            | 48,88 %           |

### Bevölkerung des Distrikts nach Sprachen
Eine deutliche Mehrheit der Bevölkerung des Distrikts Kolasib spricht eine tibetobirmanische Sprache. Auf die Hauptsprache Lushai entfallen über 75 Prozent. Bedeutend ist auch Hmar, das von über 7 Prozent der Einwohnerschaft gesprochen wird. Daneben gibt es Sprecher weiterer tibetobirmanischer Sprachen. Nur ein geringer Anteil der Einwohnerschaft – meist aus anderen Regionen zugewanderte Personen – spricht keine tibetobirmanische Sprache. Eine klare Mehrheit unter ihnen sind bengalischprachige Personen. Weitere Sprachen von Zugewanderten sind Hindi und Nepali. Alle von mehr als 500 Personen gesprochene Sprachen zeigt die folgende Tabelle:
| Jahr                                   | Lushai | Lushai | Hmar  | Hmar | Bengali | Bengali | Riang | Riang | Kokborok | Kokborok | Nepali | Nepali | Hindi | Hindi | Khasi | Khasi | Gesamt | Gesamt   |
| Jahr                                   | Zahl   | %      | Zahl  | %    | Zahl    | %       | Zahl  | %     | Zahl     | %        | Zahl   | %      | Zahl  | %     | Zahl  | %     | Zahl   | %        |
| -------------------------------------- | ------ | ------ | ----- | ---- | ------- | ------- | ----- | ----- | -------- | -------- | ------ | ------ | ----- | ----- | ----- | ----- | ------ | -------- |
| 2011                                   | 63.750 | 75,93  | 6.351 | 7,56 | 4.394   | 5,23    | 2.235 | 2,66  | 1.595    | 1,90     | 1.592  | 1,90   | 1.119 | 1,33  | 541   | 0,64  | 83.955 | 100,00 % |
| Quelle: Ergebnis der Volkszählung 2011 |        |        |       |      |         |         |       |       |          |          |        |        |       |       |       |       |        |          |

### Bevölkerung des Distrikts nach Bekenntnissen
Die Bewohner sind in den letzten 100 Jahren fast gänzlich zum Christentum übergetreten. Die bedeutendsten Gemeinschaften innerhalb des Christentums sind die Presbyterianer (Reformierte), Baptisten und Katholiken. Die Hindus und Muslime bilden kleinere religiöse Minderheiten und sind hauptsächlich Zugewanderte aus anderen Regionen Indiens und aus Bangladesch. Die genaue religiöse Zusammensetzung der Bevölkerung zeigt folgende Tabelle:
| Jahr                                   | Buddhisten | Buddhisten | Christen | Christen | Hindus | Hindus | Jainas | Jainas | Muslime | Muslime | Sikhs | Sikhs | Andere | Andere | keine Angaben | keine Angaben | Gesamt | Gesamt   |
| Jahr                                   | Zahl       | %          | Zahl     | %        | Zahl   | %      | Zahl   | %      | Zahl    | %       | Zahl  | %     | Zahl   | %      | Zahl          | %             | Zahl   | %        |
| -------------------------------------- | ---------- | ---------- | -------- | -------- | ------ | ------ | ------ | ------ | ------- | ------- | ----- | ----- | ------ | ------ | ------------- | ------------- | ------ | -------- |
| 2011                                   | 108        | 0,13       | 75.210   | 89,58    | 4.000  | 4,76   | 2      | 0,00   | 4.426   | 5,27    | 16    | 0,02  | 46     | 0,05   | 147           | 0,18          | 83.955 | 100,00 % |
| Quelle: Ergebnis der Volkszählung 2011 |            |            |          |          |        |        |        |        |         |         |       |       |        |        |               |               |        |          |

## Bildung
Dank bedeutender Anstrengungen ist das Ziel der vollständigen Alphabetisierung fast erreicht. In den Städten können fast alle Menschen lesen. Auf dem Land immerhin rund 90 Prozent. Erstaunlich für indische Verhältnisse sind die geringen Unterschiede zwischen den Geschlechtern und der Stadt-/Landbevölkerung. Die Alphabetisierung liegt weit über dem indischen Schnitt.
| Alphabetisierung im Distrikt Kolasib   |                   |                   |
| Einheit                                | Volkszählung 2011 | Volkszählung 2011 |
| Einheit                                | Anzahl            | Anteil            |
| GESAMT                                 | 65.895            | 92,38 %           |
| Männer                                 | 34.147            | 94,57 %           |
| Frauen                                 | 31.748            | 91,33 %           |
| STADT GESAMT                           | 38.625            | 96,38 %           |
| Stadt-Männer                           | 19.760            | 96,87 %           |
| Stadt-Frauen                           | 18.865            | 95,86 %           |
| LAND GESAMT                            | 27.270            | 89,72 %           |
| Land-Männer                            | 14.387            | 91,58 %           |
| Land-Frauen                            | 12.883            | 87,72 %           |
| Quelle: Ergebnis der Volkszählung 2011 |                   |                   |

## Verwaltung
Der Distrikt war bei der letzten Volkszählung 2011 in drei Sub-Divisions (C.D. Blocks) aufgeteilt.:
| Bevölkerung in den Sub-Divisions |              |              |                   |                   |                 |                 |
|                                  | Bilkhawthlir | Bilkhawthlir | Tlangnuam (teils) | Tlangnuam (teils) | North Thingdawl | North Thingdawl |
| Anzahl                           | Anteil       | Anzahl       | Anteil            | Anzahl            | Anteil          |                 |
| GESAMT                           | 58.487       | 100 %        | 5.628             | 100 %             | 19.840          | 100 %           |
| Männer                           | 29.888       | 51,10 %      | 2.921             | 51,90 %           | 10.109          | 50,95 %         |
| Frauen                           | 28.599       | 48,90 %      | 2.707             | 48,10 %           | 9.731           | 49,05 %         |
| Stadt                            | 39.146       | 66,93 %      | 0                 | 0 %               | 7.732           | 38,97 %         |
| Land                             | 19.341       | 33,07 %      | 5.628             | 100 %             | 12.108          | 61,03 %         |